# Université islamique Azad de Damavand

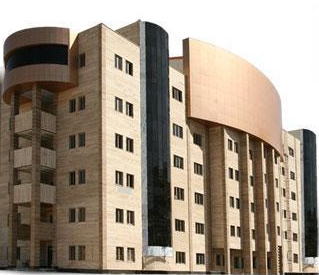
L'université islamique Azad de Damvand, Téhéran, Iran

L'Université islamique Azad de Damvand est un campus de l'Université islamique Azad, en Iran.
Elle a été créée en 2002. Elle accueille plus de 12 000 étudiants en licence (Bs) et master (Ms).
Elle est située dans l'est de Téhéran.

## Départements
- Ingénierie électronique
- Électrotechnique
- Génie industriel
- Génie mécanique
- Génie civil
- Génie informatique
- Agriculture
- Architecture
- Technologies de l'information et de la communication
- Géologie
- Génie écologique
- Comptabilité d'entreprise
- Droit
- Relations publiques
- Pédagogie
- Pédagogie
- Anglais